# Димитрие Савески
Димитрие Гeоргия Савески (на македонска литературна норма: Димитриjе Ѓоргија Савески) е югославски партизанин, офицер, генерал-майор от Югославската народна армия (ЮНА).

## Биография
Роден е на 26 септември 1923 г. в град Тетово в семейството на Гeоргия и Велика. Учи в тетовската гимназия. Включва се в комунистическата съпротива във Вардарска Македония през 1941 г. От февруари 1943 г. е член на ЮКП. През март 1943 г. е пленен от балисти. Хвърлен е в затвора в Тирана, където остава до капитулацията на Италия. След това е прехвърлен в лагера „Порто Романо“ при Драч. След като излиза от лагера става партизанин. Там изпълнява функциите на политически делегат, заместник-политически комисар на чета, заместник-политически комисар на батальон, а след това влиза в Отделението за защита на народа (ОЗНА). След Втората световна война служи в различни гарнизони на армията на Югославия в Белград, Скопие, Охрид, Куманово, Битоля. Работи на висши контразузнавателни и военно-политически постове в югославската народна армия. Бил е политически комисар на корпус, помощник-командир по територията и морално-политическата работа на Скопската армейска област. Достига чин генерал-майор през 1975 г. След излизането в запаса работи като председател на Комисията за обществена отбрана и обществена самозащита на Централния комитет на Съюза на комунистите на Македония. Член е на републиканския комитет на Социалистическия съюз на работническия народ на Македония (ССРНМ), на Претседателството на Републиканския комитет на Съюза на сдруженията на борците от народно-освободителната война в Македония (СЗБНОВМ), а и делегат в Събранието на СР. Македония. Пише редица мотографии, свързани с партизанското движение във Вардарска Македония: „Иљо Антески – Смок“, „Тодор Циповски – Мерџан“ и „Нашите меѓници и традиции“, „Окупацискиот систем на потенцијалниот агресор и неговото влијание на борбеното дејствување на нашите вооружени сили во услови на привремено запоседнати територии“ (теза за чин ген.-майор).

## Награди
- Орден на братството и единството със сребърен венец;
- Орден на Народната армия със златна звезда;
- Орден за храброст;
- Орден за военни заслуги със златни мечове;
- Орден на Партизанската звезда с пушки;
- Орден на Народната армия със сребърна звезда;
- Орден за военни заслуги със сребърни мечове;
- Медал за 30 години ЮНА;
- Медал за 40 години ЮНА;
- Медал за 30 от победата на фашизма;